# No Man’s Land
No Man’s Land — компьютерная игра в жанре стратегии, разработанная немецкой компанией Related Designs. Действие игры происходит во времена колонизации Америки. В России игра издана компанией 1C и известна под названием Колонизация: Битва за новые земли.

## Геймплей
Геймплей игры схож с геймплеем стратегий серии Age of Empires. В кампании игроку предстоит выполнять конкретные задачи, например уничтожить здание, защищаемое многочисленными войсками соперника; убить определённого юнита; продержаться определённое время, не дав врагу, превышающему по численности войска игрока, разгромить его; накопить достаточное количество ресурсов и т. п.. В редакторе задания имеют только одну цель — уничтожить всех противников. В редакторе можно настроить карту, выбрать место где будет происходить действие (от Карибских островов до прерий Северной Америки), выбрать сторону, количество игроков. Чтобы победить, игроку придётся добывать ресурсы, строить свой город, создавать свою армию, изучать новые технологии.

### Стороны
В игре существует шесть сторон, за которые игрок может играть.
- Англичане
- Испанцы
- Американцы
- Поселенцы
- Лесные индейцы
- Индейцы прерий

## Сюжет
Сюжет, как таковой, разделён на 3 части, каждая из которых повествует свою историю:
1) История испанца-конкистадора, борющегося против индейцев (именно в этой кампании и заложена обучающая миссия), после чего обнаружившего предательство своего руководителя, и, впоследствии, победившего его.
2) История индейцев, разделённая, в свою очередь, на 2 части: одна повествует о борьбе внутри клана Ирокезов, а другая — о борьбе индейцев Дикого Запада с колонизаторами.
3) История делится на 3 части: первая рассказывает об пилигримах с корабля Mayflower, в ходе которой главный герой — егерь — борется против агрессивной политики своего компаньона-священника, присланного с миссионерской миссией. Вторая история рассказывает о Войне за Независимость США со стороны повстанцев. Примечательно, что главный герой этой истории — лидер повстанцев — является потомком егеря из предыдущей истории. И, наконец, третья часть повествует о железнодорожной компании и её борьбе с конкурентами на Диком Западе. В ход идут самые низкие методы, вплоть до вооружённых столкновений.

## Рецензии
| Сводный рейтинг                          | Сводный рейтинг     |
| Агрегатор                                | Оценка              |
| ---------------------------------------- | ------------------- |
| GameRankings                             | 65,73 %             |
| Metacritic                               | 70/100 (12 обзоров) |
| MobyRank                                 | 74/100              |
| Иноязычные издания                       |                     |
| Издание                                  | Оценка              |
| AllGame                                  | [ 4 ]               |
| GameSpy                                  | [ 5 ]               |
| Русскоязычные издания                    |                     |
| Издание                                  | Оценка              |
| Absolute Games                           | 59 %                |
| «Домашний ПК»                            | [ 7 ]               |
| Награды                                  |                     |
| Издание                                  | Награда             |
| Орден журнала «Лучшие компьютерные игры» |                     |